# Harlem United
El Harlem United SCC es un equipo de fútbol de Dominica y pertenece al Campeonato de fútbol de Dominica, la liga más importante de fútbol en la isla.

## Historia
Fue fundado en el año 1970 en la localidad de Newtown y nacieron con el nombre de Harlem Rovers, el cual usaron hasta 1979. Posteriormente y hasta el 2000 se llamaban Harlem Bombers hasta que cambiaron su nombre por el actual. 
Es el equipo más exitoso de fútbol en Dominica, ya que acumula 20 campeonatos.

## Palmarés
- Campeonato de fútbol de Dominica: 20

1970, 1972, 1973, 1974, 1981, 1983, 1985, 1989, 1992, 1993, 1994, 1995, 1997, 1999, 2000, 2001, 2003, 2004, 2006, 2011-12
- Dominica Knock-Out Tournament: 13

1970, 1971, 1973, 1974, 1976, 1978, 1980, 1984, 1992, 1994, 1997, 2003, 2004

## Participación en competiciones de la CONCACAF
- Campeonato de Clubes de la CFU: 1 aparición

2000 - Fase de grupos, eliminado por  Joe Public,  SV Robin Hood y  SITHOC